# KRI Bima Suci
KRI Bima Suci je trojštěžňový cvičný bark indonéského námořnictva. Ve službě má nahradit cvičnou loď KRI Dewaruci. Námořnictvo tak bude schopno vycvičit dvojnásobek kadetů, než dosud.

## Stavba
Plavidlo postavila španělská loděnice Construcciones Navales Paulino Freire (CNP Freire) ve Vigu. Na podobě plavidla spolupracovala se společností Oliver Design. Stavba plavidla byla zahájena 16. listopadu 2015 slavnostním prvním řezáním oceli. Kýl plavidla byla založen 27. ledna 2016. Trup byl na vodu spuštěn 17. října 2016. Ceremoniálu se účastnili indonéský ministr obrany Ryamizard Ryacudu a velitel námořnictva Ade Supandi. Do služby byla loď přijata 12. září 2017.

## Konstrukce
Posádku tvoří 80 mužů a 120 kadetů. Plavidlo má mít plachty o ploše 3350 m2. Je vybaveno pomocným dieselem MAN 6L21/31.